# Cubaris truncata
Cubaris truncata is een pissebed uit de familie Armadillidae. De wetenschappelijke naam van de soort is voor het eerst geldig gepubliceerd in 1920 door Collinge.